# Lõimandi nina
Lõimandi nina är en udde på norra Dagö och i västra Estland, 130 km väster om huvudstaden Tallinn. Den ligger i Hiiu kommun och landskapet Hiiumaa (Dagö kommun och län). Udden ligger på halvön Taknenäset vid byn Lehtma och mellan uddarna Simpernäs i väster och Lehtma nina i öster.
Terrängen inåt land är mycket platt. Havet är nära Lõimandi nina åt nordost.  Närmaste större samhälle är Kärrdal, 11,4 km sydost om Lõimandi nina.
Inlandsklimat råder i trakten. Årsmedeltemperaturen i trakten är 6 °C. Den varmaste månaden är augusti, då medeltemperaturen är 17 °C, och den kallaste är januari, med −4 °C.